# María Patrocinio Giner Gómis de San Juan
María Patrocinio Giner Gómis de San Juan (ur. 4 stycznia 1874 w Tortosa, zm. 13 listopada 1936 w Portichol) – hiszpańska klaretynka, męczennica i błogosławiona Kościoła katolickiego.

## Życiorys
María de la Cinta Assumpció Giner Gómis urodziła się 4 stycznia 1874 roku. W 1893 roku wstąpiła do zgromadzenia misjonarek klaretynek i przyjęła imię Maria Patrocinio od św. Jana (Maria Patrocinio de San Juan). Była pedagogiem, a także założyła szkołę w Puerto de Sagunto. Zginęła w czasie prześladowań religijnych podczas hiszpańskiej wojny domowej. Pochowana na cmentarzu parafialnym w Benifairó. 16 września 1963 roku arcybiskup Walencji Marcelino Olaechea rozpoczął jej proces beatyfikacyjny i kanonizacyjny.
Beatyfikowana w grupie 233 męczenników przez papieża Jana Pawła II 11 marca 2001 roku.